# Brian Finnegan
Brian Finnegan (nacido el 20 de agosto de 1969) es un músico de flauta irlandesa y tin whistle de Armagh, Irlanda del Norte.
Finnegan empezó a tocar el tin whistle a la edad de 8 años y flauta irlandesa con 10, como estudiante del Armagh Pipers Club. Bajo el patronazgo de la familia Vallely. El primer grupo del que llamó la atención fue la banda irlandesa Upstairs in a tent.
En 1993 hizo un álbum en solitario llamado When the Party's over, que se grabó en los estudios Redesdale Studios. En 1995 formó la banda Flook.
Flook fue originalmente un trío llamado "Three Nations Flutes" con Sarah Allen y Mike McGoldrick, aunque la composición definitiva llegó cuando añadieron a Ed Boyd a la guitarra formando Flook. Cuándo Mike dejó la banda en 1997, John Joe Kelly (un músico invitado frecuente) fue añadido como miembro fijo de la banda tocando el bodhrán. Flook sigue haciendo giras por todo el mundo con seguidores en numerosos países. En 2006 Flook recibió el premio a la mejor banda en los premios folk BBC Radio 2 Folk Awards de la emisora de radio BBC. Brian es profesor habitual en Folkworks y Burwell Bash donde lleva trabajando desde 1994. 
Gira habitualmente a través de los EE. UU., Latinoamérica e Irlanda con el guitarrista William Coulter con quien publicó el EP 'Towards the Sun' en 2015. También toca con un influyente grupo de rock ruso llamado Aquarium, tanto en vivo como en sus álbumes de estudio (desde aproximadamente 2009). Trabajó también en el grupo fusión Paralellogram.

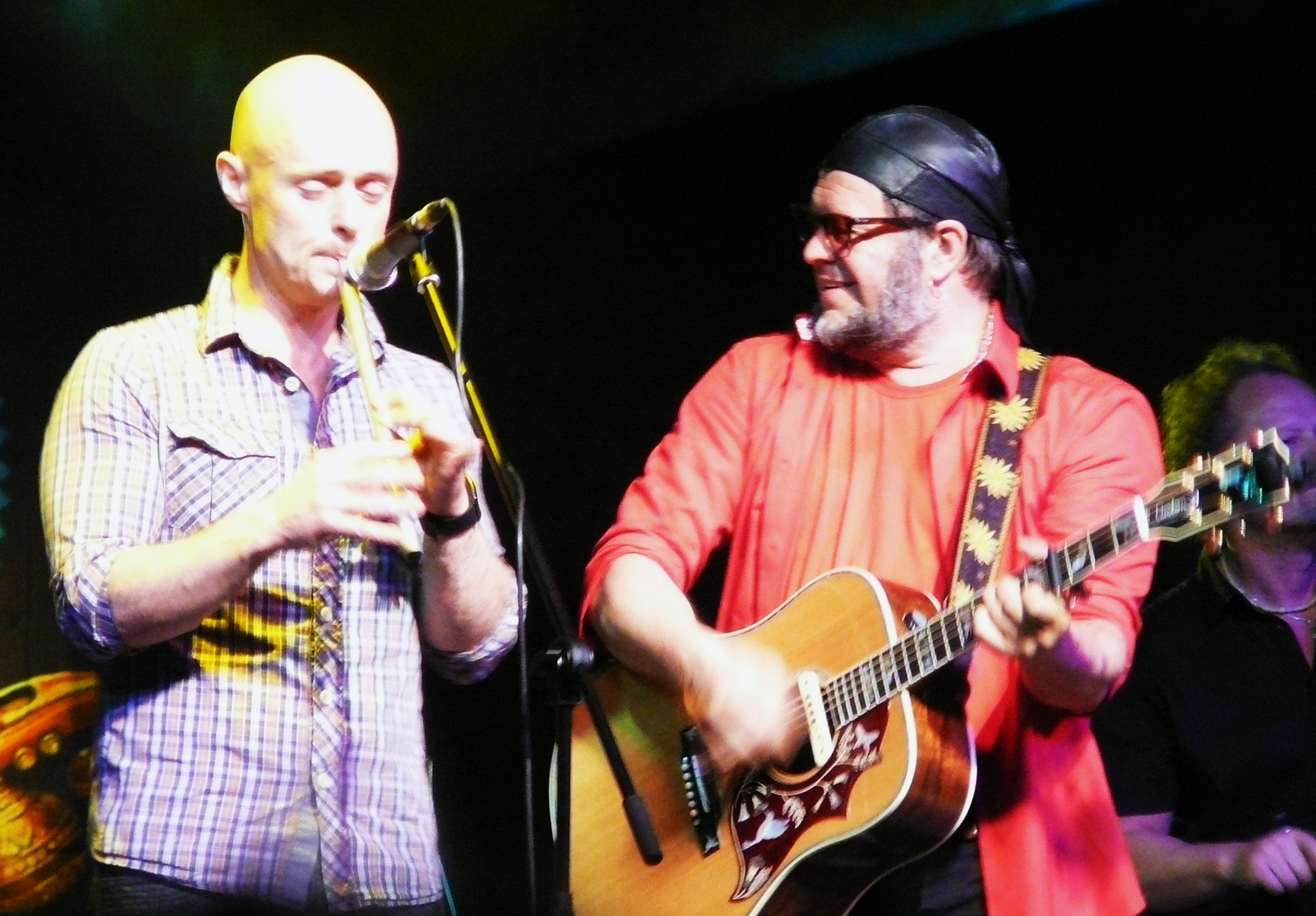
Brian Finnegan con Boris Grebenshchikov en un concierto de Aquarium en Rusia, 2012

Desde 2010, Brian tocó con su proprio trío, formado con el guitarrista Ian Stephenson y el percusionista Jim Goodwin. Añadiendo al violinista Aidan O'Rourke, crearon un cuarteto llamado KAN hasta su disolución en 2014.
En el año 2010 Brian Finnegan publicó un álbum en solitario llamado The Ravishing Genius of Bones.